# Panilla subbasalis
Panilla subbasalis là một loài bướm đêm trong họ Erebidae.